# 許福曜
許福曜，中華民國（台灣）政治人物，曾任彰化縣福興鄉農會總幹事、彰化農田水利會會長，後代表中國國民黨在台灣省農民團體當選為第一屆第六次增額立法委員。